# Edmond Bruce
Edmond Bruce (* 28. September 1899 in St. Louis; † 28. November 1973 in Plainfield, New Jersey) war ein US-amerikanischer Elektroingenieur.
Er erfand zusammen mit Harald Friis die Rhombusantenne. Im Jahr 1932 gewann er den Morris N. Liebmann Memorial Award des Institute of Radio Engineers und 1935 den Longstreth Award des Franklin Institute.